# Темляк
Темля́к — ремень, петля, шнур или кисть на эфесе холодного оружия или рукояти инструмента (например, ледоруба). Темляк в виде петли надевается на кисть руки и не позволяет потерять оружие (инструмент), случайно выпустив его из рук.
Темляк может быть обязательной частью военной формы, а также знаком отличия на наградном оружии или знаком различия. На наградном оружии (например, георгиевское оружие и знаки ордена Святой Анны 4-й степени), как правило, крепили декоративный темляк из орденской ленты, который кавалеры обычно заменяли табельным и хранили отдельно, ввиду ощутимой дороговизны ленты и её малой прочности. Позднее недолгое время просуществовала аналогичная практика и в РСФСР при награждении краснознамённым оружием.
Шнурок с пряжкой для подвешивания наградной олимпийской медали называют ланъярдом (англ. lanyard).

## История
В русский язык слово темляк заимствовано из тюркских языков.
Темляк широко применяли с рыцарских времён (XIV—XV века). Во многих европейских языках темляк называли «портупеей» (от фр. porte-épée), откуда пошли термины «портупей-юнкер» и «портупей-прапорщик».
В Русской императорской армии темляк (с 20.01.1871) определяли как ремень, сложенный в виде петли с кистью для фиксации (завязывания) чехлов у знамён и штандартов простых и за отличие — чёрный кожаный офицерского пехотного образца и георгиевские у георгиевских регалий. В тех случаях, когда чехол снят, темляк повязывали на древко по скобе. Серебряный темляк был определён как знак различия для подпра́поров — унтер-офицеров из дворян.

## Функции

### Темляк петлёй
- Не даёт потерять оружие или инструмент, случайно выпустив его из рук
- Даёт возможность быстро освободить руки, отпустив оружие или инструмент
- При уколе темляк не даёт руке соскользнуть на лезвие, предохраняя руку от порезов и выполняя тем самым роль ограничителя
- При рубке темляк воспринимает часть нагрузки, разгружая кисть руки
- За петлю темляка оружие или инструмент можно подвесить при хранении или перевозке

### Темляк шнуром (шнурами, кистями, узлами)
- Служит «гибким» продолжением рукояти
- За шнур темляка оружие или инструмент возможно вытягивать из чехла (ножен, кармана)
- При широких маховых движениях и перехватах служит противовесом, оружие или инструмент приобретают дополнительную инерцию, становятся более предсказуемы и управляемы
- Служит украшением оружия или инструмента, отвлекает внимание противника

### Темляк ледоруба
Темляк ледоруба представляет собой петлю из стропы или репшнура, которой комплектуют ледоруб, ледовый инструмент или другой специфический спортивный инвентарь. В случае альпинистского ледоруба темляк может иметь несколько вариантов крепления, один из которых подразумевает свободное продвижение темляка вдоль рукояти между клювом и специальным ограничителем.

## Изображения
- Темляк на палке для скандинавской ходьбы
- Пластиковый темляк на бутылках для воды
- Темляк для штык-ножа военнослужащего 2 роты пехотного полка вермахта